# Bert Gunther
Lambertus Hendrik Frederik ("Bert") Gunther (Amsterdam, 10 december 1899 – Arnhem, 14 oktober 1968) was een Nederlands roeier. Eenmaal nam hij deel aan de Olympische Spelen, maar won bij die gelegenheid geen medaille.
Op de Olympische Spelen van 1928 in Amsterdam maakte hij op 28-jarige leeftijd zijn olympisch debuut op het roeionderdeel skiff. De roeiwedstrijden vonden plaats op de Ringvaart bij Sloten, omdat de Amstel was afgekeurd door de Internationale Roeibond FISA. De wedstrijdbaan van 2000 m was vrij smal en hierdoor was het olympische programma verlengd. Totaal was er 3000m rechte baan beschikbaar, zodat ook extra oefenwater beschikbaar was. Via een speciaal systeem met repèchages waren ploegen niet direct uitgeschakeld, maar konden zich middels een herkansing alsnog kwalificeren voor de halve finale. Gunther behaalde via deze repaches de halve finale, maar werd daar uitgeschakeld met een tijd van 7.18,0. In de einduitslag werd hij ingedeeld op een vierde plaats.
In 1929 behaalde Gunther zijn grootste succes door als derde Nederlander de Diamond Challenge Sculls te winnen, deze wedstrijd gold in die tijd als het officieuze wereldkampioenschap. In hetzelfde jaar werd hij in het Poolse Bydgoszcz Europees kampioen in de skiff. Vanwege zijn winst in de Diamond Challenge Sculls droeg Frits Eijken de Gouden Riem aan Gunther over. In 1968 werd de Gouden Riem kort na het overlijden van Gunther overgedragen aan de olympisch kampioen skiff Jan Wienese.
Vanwege Gunthers goede prestaties werd hij opgenomen in het boek 'Top 500 - beste Nederlandse sporters' (1999, Anton Witkamp & Leo van de Ruit).
Hij was aangesloten bij roeivereniging De Amstel in Amsterdam. Van beroep was hij koopman.

## Palmares

### roeien (skiff)
- 1923:  EK in Como
- 1928: halve finale OS - 7.18,0
- 1929:  EK in Bydgoszcz
- 1929:  Diamond Challenge Sculls (officieus WK)

### roeien (dubbeltwee)
- 1923:  EK in Como